# Asociación Mexicana de Orquideología
La Asociación Mexicana de Orquideología comenzó cuando alrededor del año 1940 se formó un grupo llamado «Amigos de las Orquídeas» que organizó en Chiapas el Primer Congreso Internacional de Orquideología, bajo el patrocinio de Rafael Pascasio Gamboa, gobernador entonces de ese estado.  Los «Amigos de las Orquídeas» funcionaron 15 años y después, por desaparición de sus miembros, se agotó y dejó de funcionar.
En 1966, Joaquín Ibarrola tuvo la idea de revivir a los «Amigos de las Orquídeas» y en 1971 la renacida asociación fue legalmente registrada por el ingeniero Eric Hagsater como «Asociación Mexicana de Orquideología, A. C.» Desde entonces, continúan reuniéndose tanto en la Ciudad de México como en las secciones de Cuernavaca, Morelos; Jalapa, Veracruz; Morelia, Michoacán; Huixquilucan y Atizapán, Estado de México; así como con socios afiliados en muchos otros estados del país. Cada sección tiene juntas mensuales donde se presentan las plantas cultivadas por los socios, se dan pláticas y se venden o intercambian plantas.